# Терра-Боа
Терра-Боа (порт. Terra Boa) — муниципалитет в Бразилии, входит в штат Парана. Составная часть мезорегиона Западно-центральная часть штата Парана. Входит в экономико-статистический микрорегион Кампу-Моран. Население составляет 14 929 человек на 2006 год. Занимает площадь 320,905 км². Плотность населения — 46,5 чел./км².
Праздник города — 11 декабря. 

## История
Город основан в 1955 году.

## Статистика
- Валовой внутренний продукт на 2003 год составляет 92 728 399,00 реалов (данные: Бразильский институт географии и статистики).
- Валовой внутренний продукт на душу населения на 2003 год составляет 6267,13 реалов (данные: Бразильский институт географии и статистики).
- Индекс развития человеческого потенциала на 2000 год составляет 0,744 (данные: Программа развития ООН).